# 103-тя гвардійська повітрянодесантна дивізія (СРСР)
103-тя гвардійська ордена Леніна Червонопрапорна ордена Кутузова ІІ ступеня повітрянодесантна дивізія імені 60-річчя СРСР (103 гв. пдд) — військове з'єднання повітрянодесантних військ Радянського Союзу. Брала активну участь в бойових діях на завершальному етапі Другої світової війни та найактивнішу участь у війні в Афганістані.
Після розпаду СРСР увійшла до складу Збройних сил Білорусі, і переформована як 103-тя окрема повітрянодесантна бригада.

## Історія
1 січня 1945 року з 13-ї гвардійської повітрянодесантної дивізії сформована 103-тя гвардійська стрілецька дивізія у Бихові Могилівської області коли частини попередньої дивізії прибули з Тейкове Івановської області. Брала участь у Віденській наступальній операції у озера Балатон в Угорщині, у взятті чеського міста Тршебонь. З травні 1945 року до січня 1946 року окупувала угорське місто Сегед.
У лютому 1946 року дивізія була передислокована у Сельці Рязанської області, де була переформована у червні 1946 року на 103-тю повітрянодесантну дивізію. У серпні 1946 дивізія передислокована у білоруський Полоцьк.
З серпня до жовтня 1968 року дивізія брала участь у придушенні Празької весни.
У грудні 1979 року до березня 1989 року дивізія брала участь у Радянсько-афганській війні 1979—1989 років.
У січні 1990 — серпні 1991 року мала відрядження у Закавказзя на охороні радянського кордону з Іраном та Туреччиною.
20 травня 1992 року увійшла до складу Збройних сил Білорусі і згодом переформована на 103-тю окрему повітрянодесантну бригаду.

## Підпорядкування
- 37-й повітряно-десантний корпус
- 9-та гвардійська армія
- ПДВ СРСР

## Бойовий склад
Склад на час війни у Афганістані:
- Управління дивізії
- 317-й гвардійський парашутно-десантний полк
- 350-й гвардійський парашутно-десантний полк
- 357-й гвардійський парашутно-десантний полк
- 1179-й гвардійський Червонопрапорний артилерійський полк
- 62-й окремий танковий батальйон
- 742-й окремий гвардійський батальйон зв'язку
- 105-й окремий зенітно-ракетний дивізіон
- 20-й окремий ремонтний батальйон
- 130-й окремий гвардійський інженерно-саперний батальйон
- 1388-й окремий батальйон матеріального забезпечення
- 115-й окремий медико-санітарний батальйон
- 80-та окрема гвардійська розвідувальна рота